# Campbell County, South Dakota
Campbell County är ett administrativt område i delstaten South Dakota, USA, med 1 466 invånare. Den administrativa huvudorten (county seat) är Mound City. 

## Geografi
Enligt United States Census Bureau så har countyt en total area på 1 998 km². 1 906 km² av den arean är land och 92 km² är vatten. 

### Angränsande countyn
- Emmons County, North Dakota - nord
- McIntosh County, North Dakota - nordost
- McPherson County, South Dakota - öst
- Walworth County, South Dakota - syd
- Corson County, South Dakota - väst